# Wybór celów
Wybór celów (ang. Designated Targets) – powieść science-fiction, drugi tom trylogii Oś czasu autorstwa australijskiego pisarza Johna Birminghama.

## Streszczenie
Jest wrzesień 1942, cztery miesiące po Tranzycie – incydencie, w wyniku którego międzynarodowa flota wojenna z 2021 roku przeniosła się w czasy drugiej wojny światowej. Trzecia Rzesza oraz ZSRR, zawarłszy rozejm, podejmują pozorną współpracę w dziedzinie rozwoju nowoczesnych technologii. Hitler i Stalin, dysponując wiadomościami o przebiegu wojny według znanej historii, dokonują w swoich szeregach czystek, likwidując zarówno rzeczywistych, jak i wyimaginowanych zdrajców. Nie odbywa się to bez komplikacji – egzekucja Rommla wywołuje bunt w Afrika Korps, co w konsekwencji powoduje upadek sił Osi w Afryce.
Okazuje się, że Robert Dessaix, francuski niszczyciel stealth z przyszłości, który w poprzednim tomie trylogii uznano za zaginiony, został odnaleziony nieopodal Wysp Kanaryjskich przez Niemców, którzy przejęli go i natychmiast zaczęli pozyskiwać jego nowoczesne wyposażenie. Większość francuskiej załogi odmawia współpracy z nazistami, a niektórzy z jej członków podejmują próby sabotażu, aby jak najmniej nowoczesnej technologii wpadło w ręce Niemców. Ci ostatni koncentrują swoje wysiłki na planowanej inwazji na Wielką Brytanię – operacji „Smok Morski”. Ani Hitler, ani przywódcy państw alianckich nie wiedzą, iż drugi z zaginionych niszczycieli stealth – brytyjski HMS Vanguard – został z kolei zdobyty przez Rosjan, którzy także zaczęli prowadzić badania nad zastosowanymi w nim technologiami. Sowieci internują ponadto brytyjski konwój PQ-17. Na terenie ZSRR działają jednak także oficerowie Specnazu, organizując ruch oporu przeciwko radzieckiemu reżimowi.
Tymczasem w Stanach Zjednoczonych, w Dolinie San Fernando w Kalifornii, zostaje utworzona Specjalna Strefa Administracyjna, gdzie osiedlają się członkowie załóg okrętów z przyszłości, żyjąc według prawa obowiązującego w XXI wieku. Przybysze z przyszłości odgrywają kluczową rolę w pracach nad rozwojem nowoczesnych technologii, wywierają także znaczny wpływ na amerykańskie społeczeństwo. Coraz więcej osób, głównie kobiet oraz przedstawicieli innych ras, wyraża chęć zamieszkania w Strefie, ze względu na panujące tam równouprawnienie. Dochodzi także do przedwczesnego odkrycia talentów późniejszych gwiazd, takich jak Marilyn Monroe, Frank Sinatra czy Elvis Presley.
Walki na Pacyfiku przenoszą się do Australii, która zostaje zaatakowana przez Japończyków pod wodzą generała Hommy. Alianci bronią się przed natarciem na Linii Brisbane. W Europie Brytyjczycy planują sabotaż fabryki ciężkiej wody w Norwegii – jednak oficer Wehrmachtu, pułkownik Paul Brasch, informuje ich, że istotnie kluczowe prace nad bronią jądrową są prowadzone przez Niemców gdzie indziej, co skłania Aliantów do anulowania operacji. Brasch zdradza także szczegóły dotyczące operacji „Smok Morski”. Wkrótce japońskie natarcie na Linii Brisbane załamuje się, gdy do walki włączają się siły marines z XXI wieku, wyposażonych w nowoczesne czołgi typu Abrams. Wtedy wychodzi na jaw, że atak generała Hommy na Australię miał jedynie na celu odciągnięcie okrętów z przyszłości z dala od prawdziwego celu Japończyków – Hawajów. Admirał Yamamoto dokonuje niespodziewanego ataku na Oʻahu – dysponując niszczycielem Robert Dessaix, z łatwością niszczy amerykańską obronę przy pomocy pocisków manewrujących (choć sabotażyście wśród ocalałej francuskiej załogi udaje się unieszkodliwić niektóre z nich) i zdobywa panowanie nad archipelagiem. Japończycy ostrzegają Amerykanów, że w razie jakiejkolwiek próby odbicia Hawajów, dokonają masakry żyjącej tam ludności cywilnej. W tym samym czasie, na terenie Stanów Zjednoczonych, dochodzi do szeregu zamachów bombowych i zamieszek (zainicjowanych przez Niemców).
Wkrótce rozpoczyna się operacja „Smok Morski” – atak z morza i powietrza na Wielką Brytanię. W walce obie strony używają unowocześnionego sprzętu – Niemcy wystrzeliwują zdobyte na Robert Dessaix pociski manewrujące, ale – prawdopodobnie wskutek sabotażu francuskiej załogi – żaden z nich nie powoduje szkód. Dzięki wcześniejszym informacjom wywiadowczym od pułkownika Brascha oraz wsparciu niszczyciela stealth HMS Trident, Brytyjczykom udaje się zidentyfikować i zniszczyć kluczowe niemieckie formacje, doprowadzając do niepowodzenia inwazji. Podczas gdy na kanale La Manche trwają walki, oddział komandosów z Waffen-SS pod komendą Otto Skorzenego podejmuje próbę zamachu na Winstona Churchilla – lecz ten zostaje udaremniony przez oficera SAS z przyszłości, majora Windsora. Samemu Skorzenemu udaje się jednak zbiec.
Zwiad nad Hawajami, przeprowadzony przy użyciu samolotów bezzałogowych, ujawnia że Japończycy – wbrew swoim zapowiedziom – dokonują niesprowokowanych egzekucji na mieszkańcach. Jako że lotniskowiec USS Hillary Clinton jest niezdatny do walki, admirał Kolhammer decyduje się postawić krążownik stealth JDS Siranui na czele floty, mającej odzyskać Hawaje.

## Postacie historyczne pojawiające się w książce

### Alianci
- Winston Churchill – premier Wielkiej Brytanii
- Lord Halifax – brytyjski ambasador w USA
- John Curtin – premier Związku Australijskiego
- Franklin D. Roosevelt – trzydziesty drugi prezydent USA
- Edgar Hoover – dyrektor FBI
- George Marshall – generał US Army, przewodniczący Połączonego Komitetu Szefów Sztabów
- Douglas MacArthur – generał US Army, dowódca sił sprzymierzonych na obszarze południowo-zachodniego Pacyfiku
- Henry H. Arnold – generał US Army, dowódca Army Air Force
- Dwight D. Eisenhower – generał brygady US Army, szef Oddziału Planów Wojennych Sztabu Generalnego, w czerwcu 1942 roku mianowany dowódcą sił amerykańskich w Europie
- Ernest King – admirał i głównodowodzący US Navy
- Chester Nimitz – admirał US Navy, głównodowodzący Floty Pacyfiku
- Raymond Spruance – wiceadmirał US Navy
- Jan Zumbach – dowódca Dywizjonu 303

### Państwa Osi
- Adolf Hitler – wódz i kanclerz Rzeszy
- Hermann Göring – naczelny dowódca Luftwaffe
- Heinrich Himmler – dowódca SS
- Albert Speer – minister uzbrojenia i przemysłu wojennego
- Otto Skorzeny – pułkownik Waffen-SS
- Isoroku Yamamoto – admirał i głównodowodzący Cesarskiej Floty Japonii
- Masaharu Homma – generał, dowódca japońskich wojsk lądowych w Australii

### ZSRR
- Józef Stalin – pierwszy sekretarz KPZR
- Ławrientij Beria – szef NKWD
- Wiaczesław Mołotow – minister spraw zagranicznych ZSRR
- Nikita Chruszczow – „przyszły” pierwszy sekretarz KPZR